# Топор из Шекшова

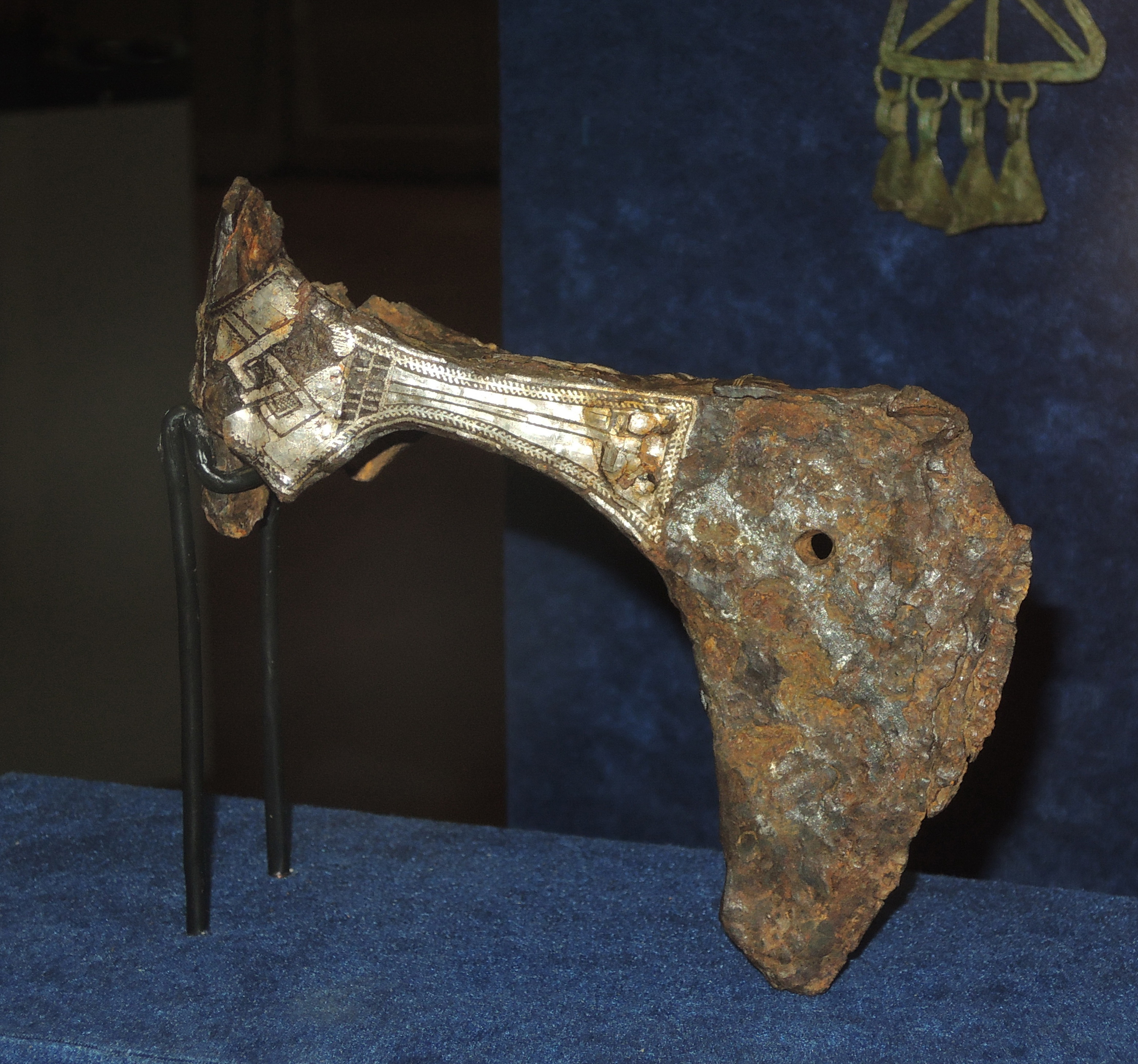
Топор со знаками Рюриковичей из села Шекшово (Ивановская область)

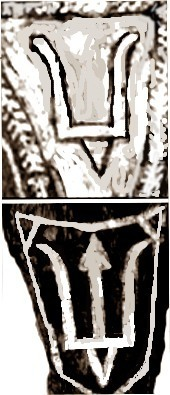
Знаки Рюриковичей на топорике из Шекшова — двузубец и трезубец — реконструкция

Топо́р из Шекшо́ва — парадное вооружение со знаками Рюриковичей (трезубцем и двузубцем).
Топор был найден у села Шекшово Ивановской области России в 2011 году. Это один из наиболее ранних образцов парадного вооружения, найденных на территории Руси, и может быть датирован около 1000 года. Топорик (вес около 240 грамм, длина лезвия 13,5 сантиметра, ширина — 9,4 см) принадлежит к широко известному типу «топоров с вырезным обухом», вошедшему в обиход в X веке и получившему широкое распространение в XI—XII веках.

## Описание
От стандартных топориков этого типа Шекшовский топор отличается серебряным декором, покрывающим шейку и обух, на торцевой части обуха орнамент, близкий к древнерусскому, выполнен инкрустацией серебра по железу, на боковых гранях — плакировкой (на железо наложена серебряная пластина, на которой заранее был прорезан рисунок).
Помимо орнаментальных фигур, на одной из боковых граней топора помещено изображение прямоконечного креста с длинной нижней лопастью, на другой — изображение двузубца с треугольным выступом в основании и отогнутыми наружу зубцами (ранний родовой знак Рюрикова дома), на торцевой части шейки — изображение трезубца с треугольником в основании — тамгообразный знак, близкий знакам князей Владимира Святославича и Ярослава Владимировича.
Трезубец, как и двузубец на боковой грани, имеют чёткие очертания, это ясно узнаваемые знаки, а не орнаментальные фигуры.
Некоторые исследователи называют тамгообразный двузубец общим родовым знаком князей Рюрикова дома, использование которого ограничивалось X — началом XI века. Но С. В. Белецкий уточняет, что простой двузубец использовали только представители старшей ветви рода Рюриковичей: Игорь Рюрикович, Святослав Игоревич, Ярополк Святославич и Святополк Ярополчич, и далее он не употреблялся. В своей статье Белецкий выдвигает гипотезу, что двузубец топорика принадлежал Святополку Ярополчичу.

## История открытия
Летом 2011 года Суздальской экспедицией Института археологии были открыты и исследованы остатки одной из курганных насыпей средневекового могильника у с. Шекшово в Суздальском Ополье. Курганный могильник в окрестностях с. Шекшово известен как один из крупнейших в центре Суздальской земли: в 1852 году А. С. Уваровым здесь было раскопано 244 насыпи.
Следов курганов в настоящее время не сохранилось, однако, зная расположение поселений, археологи смогли локализовать примерное место могильника и выявить в одном из раскопов ровик, окружавший округлую в плане площадку размерами 17×18 м, на которой, по-видимому, находилась курганная насыпь.
В центре площадки на уровне древней дневной поверхности расчищен боевой топор со следами серебряной инкрустации, сильно повреждённый коррозией, и серебряная подковообразная фибула с позолотой. Очевидно, эти вещи сопровождали мужское погребение, костные остатки которого не сохранились.
Значение находки для изучения ранней истории Северо-Восточной Руси удалось в полной мере оценить после завершения реставрации топора, произведённой в лаборатории Государственного исторического музея В. А. Ширяковым. Под слоем коррозии выявился не только орнамент, но и тамгообразные княжеские знаки («знаки Рюриковичей»), прежде никогда не встречавшиеся на подобных предметах.
Новые раскопки могильника Шекшово в Суздальском Ополье проводились в 2017 году. Большой интерес представляет бескурганное средневековое погребение женщины 20-29 лет. Здесь расчищено около 140 предметов — украшения костюма и детали одежды.

## Исторический контекст

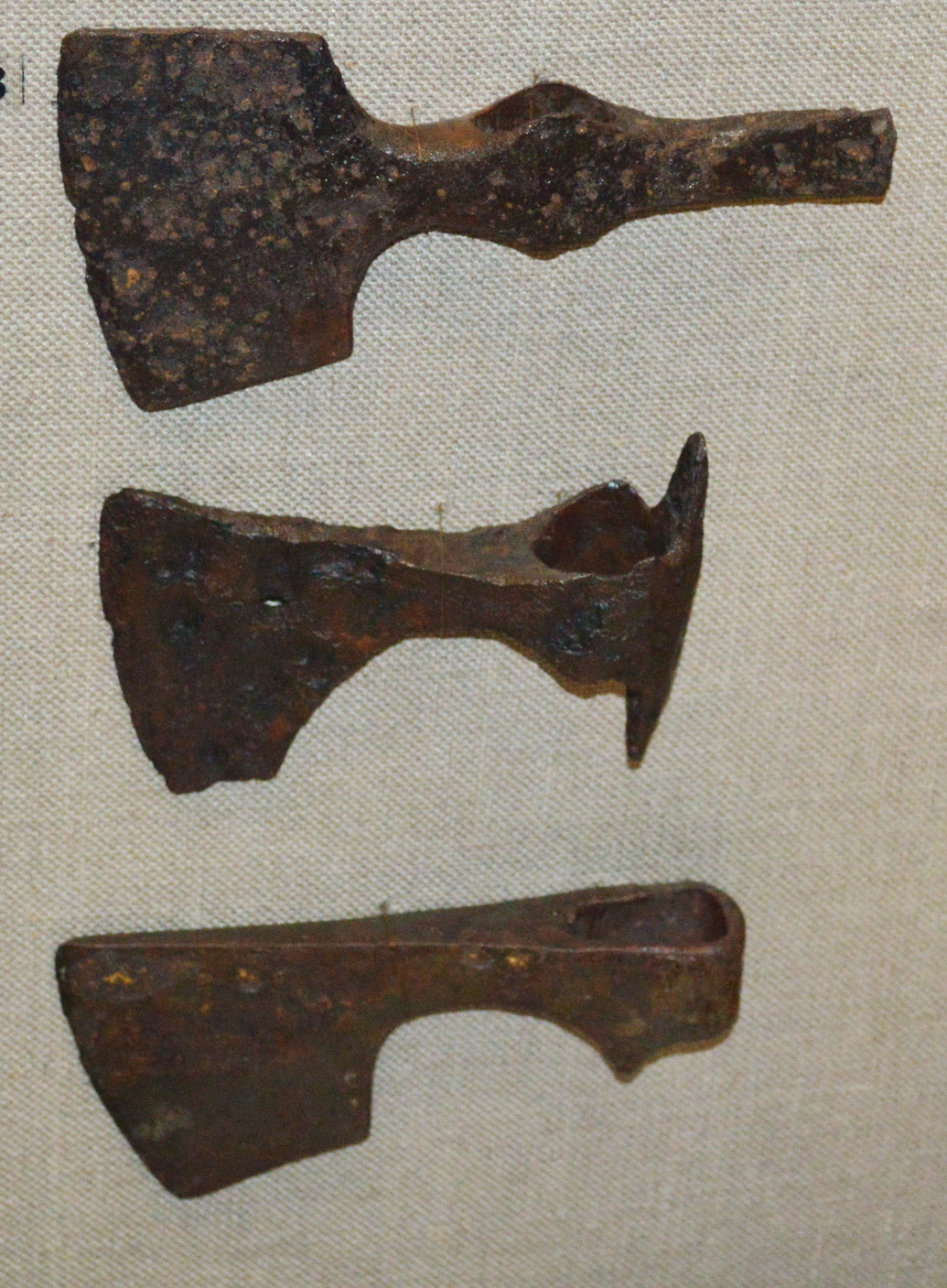
Похожие боевые топоры древней Руси — особенно средний из них похож на топор из Шекшова по форме

Топорики с серебряной инкрустацией — парадное оружие X—XII вв., представленное немногочисленной группой находок, происходящих с территории Северной Руси, Волжской Булгарии, Скандинавии, Прибалтики и Польши. Значительная часть топориков — случайные находки, лишь немногие происходят из раскопок и надлежащим образом документированы. Среди топориков с серебряным декором выделяются предметы, образующие стандартные серии с близкой орнаментацией, и индивидуальные образцы.

### Типологические параллели
Известно около двух десятков орнаментированных топориков с вырезным обухом, восемь из них происходят с территории Руси, большинство украшено однотипным декором. Датированные экземпляры относятся ко второй половине XI — первой трети XII века.
В числе индивидуальных образцов — знаменитый староладожский топорик. Это узколезвийный топор с рельефным орнаментом и изображениями животных найденный в 1910 году. Г. Ф. Корзухина назвала его «одним из чудес Ладоги» и датировала началом XI в. Возможно его создатель был выходцем из Швеции и работал в одном из городских центров Северной Руси.
Миниатюрный бронзовый Симбирский (Ульяновский) топорик со стальным лезвием был найден в 1913 году и опубликован Спицыным в 1915 году. На этом топоре также присутствует знак Рюриковичей (трезубец), изображённый 3 раза. На конце среднего зубца трезубца — крест. Топор датирован XII веком, основываясь на стиле трезубца. Он описан в работе П. Котовича (2013) на стр. 50.
Село Билярск (Биляр) в Татарстане занимает интересную позицию в истории Российского оружейного искусства. Здесь найдено около 5 необычных древних топориков (хотя их часто связывают с Балтийским регионом). Спицын опубликовал их уже в 1915 году на трёх фотографиях. Один из топоров из Билярска (так называемый «топор Андрея Боголюбского») также представлен в более современных публикациях.
Некоторые из этих высокохудожественных произведений оружейного искусства хранятся ныне в ГИМе и Государственном Эрмитаже.
Недавняя находка из некрополя в Пене (Pien) в Повисленье (Польша) опубликована А. Яновским. Согласно П. Котовичу, топор был обнаружен в камерной могиле с богатой утварью мужчины зрелого возраста. Захоронение может быть датировано концом X или первой половиной XI века. Вероятно, топор связан с Северной или Северо-Восточной Европой. Орнамент в виде инкрустированных листовых полосок выполнен из серебра. Также на топоре изображён вариант Костыльного креста.
Инкрустированные греческие кресты были найдены на ещё двух топорах — в кургане XI века в Городище (обнаружен в 1853 году) и в бывшем селе Луковец (найден в крепости, относящейся ко второй половине X—XI веков).
Топорик из Шекшова представляет собой индивидуальное изделие, хотя принцип расположения орнамента и некоторые элементы композиции являются общими для целого ряда образцов.
Помещение на топоре тамгообразных княжеских знаков — почти уникальное явление. Редко использовались в их оформлении и кресты, изображения которых находят на симбирском топорике, и, возможно, на одном из топориков из Биляра. Крестов на топорах довольно много в балтийском регионе.

### Знаки Рюриковичей
Тамга в виде трезубца с треугольником на среднем зубце ранее не встречалась среди княжеских знаков. Она близка трезубцам, которые помещены на монетах Владимира и Ярослава и идентифицируются как их личные знаки. Можно отметить сходство этой тамги со знаками в виде трезубца со средним зубцом в виде остроконечника с выступами у основания, известными на сребрениках Владимира и трапециевидных подвесках, однако видеть в них идентичные знаки нет оснований.
Очевидно, тамга с треугольником на среднем зубце трезубца могла принадлежать кому-то из ближайших родичей Владимира и Ярослава.
Летопись сохранила известия лишь о двух Рюриковичах, занимавших ростовский стол в конце X — начале XI вв. — Ярославе и его брате Борисе, сменившем на ростовском княжении Ярослава, после перехода последнего в Новгород. Вполне вероятно, что тамгообразный знак с треугольником на среднем зубце принадлежал Борису Владимировичу, однако эта атрибуция не может быть строго доказана.
Не располагая данными для точной персональной атрибуции тамгообразного знака на торце топорика (как и для определения персональной принадлежности многих других знаков), мы, тем не менее, можем надёжно относить его к кругу эмблематики конца X — начала XI вв. и датировать топорик этим временем. На раннюю дату указывает и сочетание двузубца и трезубца.
С. В. Белецкий также допускает возможность, что тамгообразный трезубец мог принадлежать Борису Владимировичу, но он предпочитает другую версию. По его мнению, трезубец на топорике скорее принадлежал сыну Владимира Святославича Всеволоду Владимировичу. В таком случае владелец топора получил свои властные полномочия одновременно от Святополка Ярополчича и Всеволода Владимировича.
Белецкий предполагает, что история этого топора может быть связана с некоторой смутой, произошедшей в последние годы княжения Владимира Святославича.

«Не перешло ли в начале второго десятилетия XI в. вялотекущее фрондирование Святополка в открытое противостояние с Киевом, причем в такое противостояние, в котором сторону тридцатилетнего Святополка туровского принял двадцатипятилетний Всеволод волынский, ставший одним из участников заговора против великого киевского князя?».

В таком случае, дата, когда топор был изготовлен и вручен некоему воеводе, который правил в этой местности как наместник определяется около 1012 года.
Как известно, незадолго до смерти Владимира в 1015 году Святополк и его жена находились в Киеве в заключении. Они были посажены в темницу около 1012—1013 года.

## Значение находки
Находка орнаментированного топорика с княжескими двузубцем и трезубцем в Шекшовском могильнике замечательна во многих отношениях. Это один из наиболее ранних образцов парадного вооружения такого рода, найденных на территории Руси.
Находка расширяет немногочисленный ряд тамгообразных княжеских знаков конца X — начала XI вв., известных сегодня науке. Это первый зафиксированный археологией случай помещения тамгообразных знаков на дорогое парадное оружие, выступавшее как символ власти. Очевидно, топор, как и найденная рядом с ним серебряная застёжка-фибула, сопровождали погребение высокопоставленного представителя княжеской власти (на высокий статус погребённого в кургане указывают и размеры насыпи, диаметр которой почти вдвое превосходил средние для Суздальского Ополья значения 8-10 м).
Таким образом, парадный топорик свидетельствует о присутствии в начале XI в. княжеской администрации в формирующихся центрах древнерусского расселения на Северо-Востоке Руси, на территориях, которые, как ещё недавно считалось, долгое время находились под управлением местной знати и были мало затронуты окняжением.